# 피트루프켄
피트루프켄(스페인어: Pitrufquén)는 칠레 아라우카니아 주 카우틴 현의 코무나이다.